# Брат Сокола
«Брат Сокола» (англ. The Falcon's Brother) — детективный шпионский фильм режиссёра Стэнли Логана, который вышел на экраны в 1942 году.
Это четвертый из шестнадцати фильмов киноцикла об учтивом детективе-любителе по прозвищу Сокол. В этом фильме в четвёртый и последний раз роль Сокола играет Джордж Сандерс. Он появляется на экране вместе со своим родным братом Томом Конуэеем, который исполнит роль Сокола в девяти последующих фильмах. Это единственный фильм, в котором действуют сразу два Сокола.
Фильм рассказывает о расследовании убийства неизвестного на круизном лайнере, прибывшем в Нью-Йорк, за которое берётся Гэй Лоуренс (Джордж Сандерс). Вскоре он выходит на подозрительный дом мод мадам Арлетт (Шарлотта Винтерс), её сотрудницу Диану Медфорд (Гвили Андре) и редактора журнала мод Пола Харрингтона (Джеймс Ньюилл). После убийства Дианы и аварии, в которую попадает Гэй, дело берёт на себя его брат Том (Том Конуэй), который с помощью камердинера Лефти (Дон Баркли) и журналистки Марсии Брукс (Джейн Рэндолф) раскрывает нацистскую шпионскую сеть, целью которой была ликвидация важного представителя латиноамериканских стран, прибывающего на переговоры в США. В кульминационной сцене Гэй жертвует своей жизнью, спасая латиноамериканского посланника, а американские спецслужбы благодаря Тому и Марсии уничтожают крупную шпионскую сеть, действующую как в США, так и в Латинской Америке.
Кинокритики позитивно оценили фильм как не самый выдающийся по содержанию, но изобилующий увлекательными событиями, поставленный в быстром темпе при умелой игре многочисленного актёрского состава. Было также отмечено, что замена одного Сокола на другого была произведена без какого-либо ущерба для содержания картины.

## Сюжет
В Нью-Йорк прибывает круизный лайнер, на борту которого публику развлекает латиноамериканская танцевальная пара — Кармела (Аманда Варела) и Вальдес (Джордж Дж. Льюис). Молодая женщина Диана Медфорд (Гвили Андре) благодарит их за выступление, а затем направляется проведать своего спутника в этом путешествии Тома Лоуренса (Том Конуэй), который не пришёл на шоу. Зайдя в его каюту, она видит на полу труп мужчины и вызывает помощника капитана. Для встречи брата Тома, с которым он не виделся пять лет, в порт прибывают Гэй Лоуренс, известный как Сокол (Джордж Сандерс) вместе с другом и помощником Лефти (Дон Баркли). В каюте Тома инспектор отдела по расследованию убийств Тимоти Донован (Клифф Кларк) сообщает Гэю, что его брат покончил жизнь самоубийством. Рядом с его телом обнаружили пузырёк с ядом и предсмертную записку. Увидев лицо умершего, Том принимает соболезнования от Дианы, после чего решает вместе с Лефти проследить за ней. В автомобиле Гэй говорит Лефти, что видел в каюте тело не своего брата, а какого-то незнакомца. Он показывает Лефти отравленную сигару La Prima Donna, которая была в каюте, и видимо, стала орудием убийства. Гэй намерен найти брата и разобраться с тем, что произошло, и для начала проследить за Дианой. Услышав от своего подчинённого, что Гэй не был опечален смертью брата, а тут же отправился в погоню за привлекательной девушкой, инспектор Донован решает направиться вслед за ним. Спрятавшись за стеной дома, за происходящим в порту наблюдает Том Лоуренс.
Диана приезжает в модный салон мадам Арлетт (Шарлотта Винтерс), и следом появляется Гэй. Заметив машину инспектора Донована, Гэй быстро проходит в салон, поручая Лефти поездить по округе, чтобы замести следы. В салоне Диана подходит к своему жениху, редактору журнала мод Полу Харрингтону (Джеймс Ньюилл), который работает со своим фотографом Леоном Савицки (Андре Шарло). Когда Диана выражает недовольство тем, что Пол не встретил её в порту, он ссылается на загруженность работой в связи с сегодняшним шоу мод. Диана обвиняет его в том, что в её отсутствие он завёл роман с мадам Арлетт, после чего направляется для разговора в офис хозяйки салона. Когда Гэй намеревается последовать за Дианой, к нему подходит узнавшая его журналистка Марсия Брукс (Джейн Рэндолф). Ускользнув от Марсии, Гэй пытается прорваться в кабинет Арлетт, но когда его не пропускает охрана, он заходит в зрительный зал. В этот момент мадам Арлетт представляет на сцене главное платье вечера «Победа». Затем появляются Кармела и Вальдес, которых лично встречает мадам Арлетт. В этот момент по указанию Сокола Лефти выключает в здании свет, ссылаясь на требования светомаскировки, что позволяет Гэю проникнуть в служебные помещения. Зайдя в одну из комнат, он видит, как Диана рассматривает у свечи перстень необычной формы с камнем и восьмиконечной звездой. Он просит Диану объяснить, что произошло на корабле, так как она должна была понять, что видела в каюте не Тома. В этот момент кто-то из-за шторы стреляет и убивает Диану. В темноте Гэй вступает в борьбу со стрелявшим, однако тому удаётся сбежать, бросив пистолет. Гэй видит, что в этот момент к салону подъехала машина инспектора Донована, и незаметно скрывается. На звуки выстрела Донован с полицейскими, а также участники и гости шоу поднимаются в кабинет, где видят тело Дианы. Арлетт объясняет инспектору, что Диана только что вернулась из Латинской Америки, куда она направляла её за идеями для новой коллекции.
В переулке около дома мод Гэй натыкается на брата Тома, и они дружески приветствуют друг друга. Том объясняет, что не был на лайнере, а прибыл на другом корабле, и сейчас пришёл, чтобы разобраться с Дианой. По словам Тома, она подпоила его в порту Нассау, и в итоге он опоздал на лайнер, который уплыл вместе со всеми его вещами. Тем временем в салоне мод инспектор Донован высказывает подозрение, что убийство совершил Гэй, однако задержать его не удалось и никто из присутствующих не готов подтвердить, что он вообще был в доме мод. Донован арестовывает Лефти за то, что тот незаконно выдавал себя за офицера противовоздушной обороны, когда отключил в здании свет. Гэй оставляет брата у дома мод, а сам отправляется в другую сторону. В этот момент машина, которой управляет некто с таким же перстнем, который был у Дианы, сбивает его.
Том отвозит своего потерявшего сознание брата домой, где доктор устанавливает у него посттравматический шок и контузию, полагая, что Гэй вряд ли придёт в себя в ближайшие день-два, но он обязательно поправится. Вскоре Гэю домой звонит Донован, и Том голосом брата отвечает, что давно спит и не знает ни о каком убийстве. Инспектор всё равно собирается немедленно приехать, и в этот момент в квартире появляется Марсия, требуя информацию о Гэе, но Тому удаётся выпроводить её обещаниями, что завтра он всё ей расскажет. Следом появляется Донован с детективом Бейтсом (Эдвард Гэрган), намереваясь доставить Гэя для допроса в участок. Увидев его, инспектор убеждён, что Гэй симулирует. Голосом брата из-за занавески Том заявляет, что у полиции нет никаких оснований для его задержания, и Донован уходит.
На следующее утро в квартире появляются Марсия, а следом за ней Лефти, который получил условный приговор. Том рассказывает ему о вчерашней аварии, а также о том, что Гэй всё ещё без сознания. Том предполагает, что полиция, вероятно, уже раскрыло убийство Дианы, выяснив, кому принадлежало орудие убийства. Когда Марсия заявляет, что рядом с трупом Дианы не было найдено никакого пистолета, Том предлагает ей съездить вместе в салон мод, чтобы продолжить расследование. Представившись частным следователем, Том просит Арлетт рассказать ему о Диане, однако она говорит, что знает её только как талантливого специалиста по новым стилям, но ничего не знает о её личной жизни. В этот момент к Арлетт подходят Кармела и Вальдес, благодаря её за шикарные новые костюмы. Так как Арлетт постоянно отвлекается на дела, Том приглашает её для разговора вечером в ресторан. После его ухода Арлетт из своего кабинета звонит инспектору Доновану. В ресторане Том заявляет Арлетт, что полиция нашла пистолет, из которого убили Диану, и по серийному номеру они вскоре узнают имя владельца. В этот момент появляется Марсия, и, увидев её, Арлетт быстро уходит. Марсия и Лефти сообщают Тому, что в клуб зашёл Донован, и, как они догадываются, это произошло по наводке Арлетт. Выдав себя за бармена и прикрывшись напитками, Том выскальзывает из клуба.
В поисках оружия Том и Лефти проникают в дом мод Арлетт, обнаруживая пистолет внутри манекена на витрине. Когда в здание заходят Донован и Бейтс, Том прячет пистолет в сумочку другого манекена и вместе с Лефти уходит. На выходе им преграждают дорогу вооружённые Донован и Бейтс, арестовывая Тома за то, что он выдаёт себя за брата Сокола, который был обнаружен мёртвым на лайнере и официально опознан. Заодно задерживают и Лефти. В полицейском участке Донован излагает Марсии свою версию событий, согласно которой на лайнере Диана убила Тома, после чего Гэй нашёл её в доме мод и убил. В этот момент появляется Том, который смог подтвердить через британского консула свою личность, и его отпускают вместе с Лефти. На улице перед участком Том просит Марсию по её журналистским каналам собрать всю информацию на фотографа Савицки, который может оказаться ключом ко всей загадке.
Том приезжает в дом мод, где извлекает из сумочки манекена пистолет, который затем показывает Арлетт. Он вынуждает Арлетт признаться, что это она спрятала оружие в манекен, чтобы защитить Харрингтона, в которого влюблена. Но она полагает, что он не убийца, а кто-то его пытался подставить. Они направляются к Харрингтону, который подтверждает, что это его пистолет, но отрицает, что совершил убийство. Арлетт признаётся, что первой обнаружила пистолет, который сразу же спрятала ради их любви. Харрингтон однако заявляет, что любил Диану, и у него к Арлетт нет никаких чувств. Далее Харрингтон говорит, что в момент выстрела в доме мод пистолет находился в кармане его пиджака. Затем кто-то похитил его и подложил около тела. Для дальнейшего разговора они приезжают к инспектору Доновану. Там появляется эксперт по баллистике Маффетт (Чарльз Арнт), который даёт заключение, что Диана была убита не из пистолета Харрингтона, после чего всех отпускают.
Когда Том выходит из полицейского участка, подъезжает Марсия, которая сообщает, что Савицки находится в стране нелегально. Пробравшись в редакцию журнала мод, Том и Лефти обыскивают рабочий стол Савицки, который неожиданно выходит из примыкающей к кабинету лаборатории. Том говорит фотографу, что ему известно о его нелегальном статусе, а затем спрашивает о его участии в убийстве Дианы. Савицки некоторое время всё отрицает, но затем под давлением Тома заявляет, что речь идёт о тысячах убийств, и всё началось с Пёрл-Харбор. Савицки выходит в соседний кабинет, где достаёт стопку журналов, с которой направляется к Тому. По дороге он закуривает сигару, после чего падает замертво. Том говорит Лефти, что точно такой же сигарой был отравлен человек на лайнере. На полу рядом с телом Ставицки Том находит перстень с камнем и восьмиугольником, файл с карточками новых подписчиков журнала, а также пачку журналов, которые тот уронил. Большинство подписчиков были из стран Латинской Америки.
Когда они слышат шум открывающейся двери, Том наряжает Лефти под Савицки и сажает его за стол, а сам прячется за занавеской. В кабинет входят вооружённые Вальдес и Кармела. Они говорят, что один из агентов Савицки в Буэнос-Айресе хотел заключить с ними сделку, но Диана застрелила его, чтобы он молчал. Потом убили и её, так как она знала слишком много. Представившись агентами мексиканской контрразведки, Кармела и Вальдес говорят «Савицки», что и он знает слишком много. Они заявляют, что работают в сотрудничестве с местными властями, и обещают ему защиту, если он всё расскажет. Когда они подходят ближе, Лефти вынужден показать, что это он. В этот момент из укрытия выходит Том со словами, что они работают на одной стороне. Когда Том звонит в полицию, чтобы сообщить об убийстве, мексиканская пара убегает со словами, что их миссия слишком важна, чтобы тратить время на формальные процедуры. Анонимно оповестив Донована об убийстве, Том и Лефти уезжают, захватив с собой картотеку и журналы. В машине Том говорит Лефти, что убийцей является Харрингтон.
В квартире, когда Том и Лефти просматривают журналы в поисках зацепки, к ним присоединяется Марсия, сообщая, что Харрингтон уехал в неизвестном направлении. Наконец, Том замечает символы на обложках журналов, указывающие на месяц и день каких-то событий, которые очевидно адресованы нелегальным вражеским агентам в США. На обложке одного из журналов зашифрована дата атаки на Перл-Харбор, а другой журнал указывает на диверсию, которая запланирована на сегодня в гостинице курортного городка Бейпорт в Новой Англии. Том и Марсия быстро собираются и уезжают в Бейпорт, и сразу после этого Гэй приходит в сознание. Гэй с Лефти, которые остались в квартире, при осмотре перстня открывают его, однако внутри ничего нет. Когда Лефти поясняет, что перстень собирался передать им Савицки, Гэй вместе с Лефти перебирает картотеку фотографий Савицки, находя ту, которая идеально вставляется в перстень. На фотографии изображён известный латиноамериканский политик, который, как полагает Гэй, и является главной целью шпионов.
Том и Марсия приезжают в Бейпорт, направляясь к гостинице. На них обращает внимание группа молодых парней, говорящих по-немецки. С помощью кодового свиста обитатели городка передают информацию о передвижении их автомобиля. Удивлённые необычной тишиной для прибрежного городка в это время года, Том и Марсия решают выйти из машины и осмотреться. На улице Том замечает знакомое лицо, вспоминая, что это эксперт по баллистике Моффетт. Следуя за ним, они видят, как Моффетт входит в колокольню, и опять они слышат свист. Том и Марсия заходят в ту же дверь и поднимаются на второй этаж. Входную дверь кто-то запирает, а по лестнице навстречу им спускается Хэррингтон с пистолетом в руке. Он требует их спуститься вниз, а затем вызывает Моффетта, который связывает Тома и Марсию.
Тем временем около городка на воду садится самолёт, на котором, как докладывают Харрингтону его подчинённые, прилетел дружественный Америке высокопоставленный эмиссар альянса латиноамериканских стран. Как догадывается Том, они собираются убить его, что запустит в действие план всеобъемлющего панамериканского заговора. На верхнем этаже колокольни Харрингтон даёт последние наставления снайперу, который должен застрелить латиноамериканского посланника. Тем временем, прибывшего на самолёте посланника, синьора Де Сола (Андре Марсодон) встречает делегация во главе с Вальдесом. К месту подъезжают Гэй и Лефти, однако сотрудники спецслужб не пропускают их на территорию гостиницы. Когда Гэй предъявляет им фотографию Де Сола, его и Лефти задерживают и проводят внутрь для объяснений. Когда Харрингтон уже видит Де Сола, Тому удаётся дотянуться до языка колокола и надавить на него. Раздаётся колокольный звон, который настораживает немецких шпионов и даёт Гэю подсказку, где находятся Том и Марсия. На колокольне Гэй замечает снайперскую винтовку, после чего подбегает к Де Солу, отталкивая того в сторону. В этот момент раздаётся выстрел, и пуля попадает в Гэя. После этого агенты американских спецслужб окружают колокольню, уничтожают Харрингтона и его подручных и освобождают Тома и Марсию. С помощью картотеки, добытой у Савицки, власти разоблачают нацистскую шпионскую сеть, которая была раскинута по всей Латинской Америке. Как выясняется, секретная информация агентам передавалась в зашифрованном виде на обложках журналов. Вскоре в газетах сообщается, что Гэй Лоуренс пожертвовал своей жизнью, спасая важного латиноамериканского посланника Де Сола. Расстроенный гибелью брата, Том покует вещи, чтобы вернуться в Латинскую Америку. Когда раздаётся анонимный звонок с требованием убраться из страны обратно в Латинскую Америку, иначе его ждёт участь брата, Том объявляет, что он остаётся.

## В ролях
- Джордж Сандерс — Гэй Лоуренс / Сокол
- Том Конуэй — Том Лоуренс / Сокол
- Джейн Рэндолф — Марсия Брукс
- Дон Баркли — Лефти
- Клифф Кларк — инспектор Тимоти Донован
- Эдвард Гэрган — детектив Бейтс
- Эдди Данн — детектив Граймс
- Шарлотта Винтерс — Арлетт
- Джеймс Ньюилл — Пол Хиррингтон
- Кей Люк — Джерри, слуга Гэя
- Аманда Варела — Кармела
- Джордж Джей Льюис — Вальдес
- Гвили Андре — Диана Медфорд
- Андре Шарло — Савицки
- Мэри Хэлси — мисс Росс
- Чарльз Арнт — Пэт Моффетт

## Исполнители главных ролей Джордж Сандерс и Том Конуэй
Как пишет историк кино Стефани Темз, этот фильм стал четвёртым в серии фильмов о Соколе производства кинокомпании RKO Pictures. Как и в первых трёх фильмах цикла («Дерзкий Сокол» (1941), «Свидание с Соколом» (1941) и «Сокол и большая афера» (1942)) в роли детектива Гэя Лоуренса (он же Сокол) снялся Джордж Сандерс. Этот фильм ознаменовал последнее появление Джорджа Сандерса в роли Сокола.
По информации «Голливуд Репортер», Сандерс, который был взят напрокат у студии Twentieth Century-Fox, захотел уйти из сериала после завершения своего контракта с RKO Pictures на четыре картины. Хотя студия RKO просила Сандерса продолжить съёмки в сериале, он предпочел работать над фильмами категории А. Кроме того, к моменту подготовки этого фильма Сандерс уже начал играть детектива по прозвищу Святой в другой серии картин RKO. Чтобы обеспечить плавную передачу роли Сокола своему брату, Сандерс согласился сыграть в этом фильме.
Когда Сандерс объявил, что покидает сериал о Соколе, RKO придумала ему идеальную замену — родного брата Сандерса, Тома Конуэя. Продюсер фильма Морис Герати в этой связи позднее написал: «RKO очень хотела, чтобы Сандерс продолжил работу в сериале о Соколе, но их мольбы остались без ответа. Затем одному из ярких руководителей фронт-офиса пришла в голову идея предложить брату Джорджа, Тому Конуэю, сыграть главную роль, просто чтобы получить от Джорджа ещё одну картину. Они сделали с Джорджем блестящую картину, которая сделала его брата звездой, хотя у них и не было таких намерений. Они просто хотели получить ещё одну картину от Сандерса».
Как пишет Темз, «идея, поддержанная RKO, заключалась в том, чтобы плавно передать роль Сокола от Сандерса к Конуэю. При этом Сандерс не хотел возвращаться в сериал и настоял на том, чтобы его персонаж был убит в фильме». По мнению историка кино Хэла Эриксона, «замена братьев в этом фильме была осуществлена стильно: Гэй Лоуренс (Сандерс) в начале фильма попадает в автоаварию, после чего обращается за помощью к своему брату Тому (Конуэй)». К концу фильма Том Лоуренс «принимает на себя образ Сокола от своего брата, и Соколом он останется на протяжении следующих восьми картин сериала». Как написал по этому поводу кинообозреватель «Нью-Йорк Таймс» Босли Краузер, «недавний отказ Джорджа Сандерса продолжать играть обходительного сыщика вызвал лишь кратковременное неудобство, которое „Брат Сокола“ исправляет». В этом фильме герой Сандерса «только начинает дело, а затем ловко пропадает из виду, в то время как его настоящий (а также вымышленный) брат, Том Конуэй, берет на себя дальнейшее расследование».
Братья родились в Санкт-Петербурге, Россия, в английской семье, оба начали выступать на сцене и на радио в Англии. Когда они решили попробовать себя в Голливуде, то, как говорят, подбросили монетку, чтобы решить, кому достанется фамилия Сандерс. Что интересно, именно Конуэй первым подписал контракт со студией, после того, как Сандерс отказался от встречи с Луисом Б. Майером, который возглавлял киностудию Metro-Goldwyn-Mayer. Но Сандерс вскоре опередил своего брата. К 1942 году, когда был снят «Брат Сокола», Сандерс не только сыграл в пяти фильмах о Святом (включая «Святой наносит ответный удар» (1939) и «Святой в Лондоне» (1939)), но и получил третью по значимости роль в фильме с Нормой Ширер «Её картонный любовник» (1942), и у него была значительная роль в фильме Альфреда Хичкока «Иностранный корреспондент» (1940).
Конуэй же успел сняться в серии небольших фильмов, таких как «Легко и просто» (1941) и «Убийство на Центральном вокзале» (1942). Безусловно, разница в карьерном росте братьев отразилась на их гонораре за роли в «Брате Сокола». Сандерс получил около 14 000 долларов за эту роль, в то время, как Конуэй получал только свою зарплату по контракту — он и другие штатные актёры в общей сложности обошлись в 2500 долларов.
Как далее пишет Темз, «наряду с их карьерными путями, братья также, по-видимому, были очень разными личностями». Герати (который в дальнейшем продюсировал восемь фильмов о Соколе) вспоминал о работе с каждым из них: «У Джорджа был характер. Он был экстравагантен. Он любил вечеринки на яхтах. У него был особенный смех. Джордж однажды сказал, что продал свою яхту, потому что предпочитал быть гостем, а не хозяином. Том был другим. Он был одномерным, но полным подтекста. Он был застенчивым, скромным. Но когда сериал (о Соколе) стал более популярным, это вскружило ему голову. Он решил, что он и есть сериал и единственная причина успеха сериала».
По мнению Темз, «легко понять, откуда у Конуэя появилась эта идея». К удивлению РКО, фильмы Конуэя о Соколе оказались даже более популярны, чем фильмы его брата. В дальнейшем он снялся ещё в девяти картинах, последним из которых стал «Приключение Сокола» (1946). В эти годы, работая на RKO, Конуэй также появился в таких классических фильмах ужасов Вэла Льютона, как «Люди-кошки» (1942) и «Я гуляла с зомби» (1943), но главным для него «навсегда останется образ Сокола». После окончания сериала о Соколе Конуэй сыграл роль детектива Бульдога Драммонда в двух фильмах «Вызов» и «13 оловянных солдатиков» (оба — 1948), а также исполнял на радио роли детективов Святого и Шерлока Холмса.
Сандерс в свою очередь, перешёл к более серьезным ролям в таких фильмах, как «Портрет Дориана Грэя» (1945), «Призрак и миссис Мьюр» (1947) и «Всё о Еве» (1950), который принёс ему «Оскар» за лучшую мужскую роль второго плана. И хотя в последующие годы братья между братьями возникла некоторая размолвка, они еще один раз объединились на экране, когда Конуэй появился в роли брата Сандерса, исполнившего главную роль в фильме «Смерть негодяя» (1956).

## История создания фильма
Это четвертый из шестнадцати фильмов киноцикла об элегантном детективе по прозвищу Сокол. Джордж Сандерс в этом фильме появился в роли Сокола в четвёртый и последний раз, передав в этом фильме роль своему брату Тому Конуэю, который затем сыграл эту роль ещё в восьми фильмах.
Это первый фильм в качестве продюсера для бывшего сценариста Мориса Герати. Вплоть до 1945 года он будет продюсером ещё семи фильмов о Соколе.
Фильм находился в производстве с начала июня до начала июля 1942 года, премьера фильма состоялась 6 ноября 1942 года.
«Брат сокола» стал хитом, принеся прибыль в размере 128 000 долларов, все последующие фильмы с участием Конуэя также принесли хороший доход.

## Оценка фильма критикой
Как написал после выхода фильма кинообозреватель «Нью-Йорк Таймс» Босли Краузер, это «всего лишь умеренно запутанная детективная история, включающая только три убийства и окончательное избавление от мистера Сандерса». Что касается сменившего его Конуэя, то, по мнению журналиста, "его голос похож на голос мистера Сандерса, но манеры не такие учтивые. Однако по этому поводу нам следует воздержаться от суждений, пока ему не представится шанс действовать в одиночку. И он у него появится очень скоро в фильме «Сокол наносит ответный удар». Таким образом, «один Сокол погибает, но другой, по воле провидения, оперяется. Очень жаль, что столько изобретательности, сколько было использовано для осуществления этого межфратернального переключения, не было вложено в развитие сюжета».
Как пишет историк кино Деннис Шварц, «для фильма категории В, который длится около 70 минут и имеет короткий сюжет, он отлично справляется с привлечением огромного актёрского состава». По мнению киноведа, «это обычная шпионская история, шаблонная, но чётко проработанная до совершенства». Как пишет Шварц, «всё в этом фильме идет так, как и ожидалось — над копами мягко подшучивают, злодеев легко обнаружить, с романтикой легко справиться, история легка на подъём, и если вы не ищете здесь ничего особого, вы получите свою долю наслаждения». Как продолжает критик, но «если вы посмотрели хотя бы один фильм о Соколе, то можно сказать, что видели их все». Этот фильм критик оценивает как средний в сериале, далее отмечая, что «причина, по которой эти фильмы были так популярны, заключается в том, что их очень легко смотреть, а звёзды излучают определенное очарование, что делает эти маленькие криминальные приключения приятным развлечением во времена, предшествовавшие телевидению,… когда фильмы были единственным шоу в городе». По мнению Шварца, в этом фильме «Том Конуэй показывает нам, что он может играть Сокола с такой же ловкостью, как и его брат».
Историк кино Дерек Виннерт отметил, что в этой истории о двух Соколах «столько всего происходит, что никогда не бывает скучно». Критик также отмечает, что хотя в фильме оба брата «ненадолго и трогательно появляются вместе, они занимаются сыском в разных частях фильма, а большую часть этого короткого фильма Сандерс находится без сознания в своей квартире». Как далее пишет Виннерт, к сожалению, «сложный сюжет превращается в запутанный, с притянутой за уши избитой и слабо реализованной темой о нацистских шпионах и политических убийствах в стиле Хичкока». Кроме того, «фильм снят без какого-либо вдохновения со стороны Логана, вяло и несколько неуклюже, с неровной актёрской игрой и глупым юмором». Кроме того «задача фильма слишком амбициозна для 63 минут, и потому важнейшая финальная сцена сделана торопливо».
Но, продолжает критик, «из-за того, что так много всего происходит, в „Брате Сокола“ никогда не бывает скучно. Это всё достаточно занимательно и захватывающе, как в типичной детективной драме категории В, с одним или двумя аккуратно выполненными сценами экшна (например, когда Гэй получает травму от наехавшей на него машины) и визуальными эффектами, такими как момент, когда Конуэй появляется освещенным из тени, подобно Орсону Уэллсу в более позднем „Третьем человеке“. Это поразительное знакомство с персонажем, предвещающее что-то хорошее». Как в заключение отмечает Виннерт, «фильм стал хитом, поскольку зрителям не терпелось узнать, что случилось с популярным персонажем Сандерса, и они приняли Конуэя в качестве его замены». По мнению Виннерта, «несправедливо сравнивать двух актёров, хотя фильм и вынуждает вас к этому». Тем не менее, следует заметить, что хотя «Конуэй и уступает по качеству, но он почти такой же приятный, учтивый и стильный, как Сандерс, с хорошим голосом и превосходной внешностью».